# タッグ・オブ・ウォー
『タッグ・オブ・ウォー』（Tug of War）は、1982年に発表されたポール・マッカートニーの4枚目の オリジナルアルバム。ビートルズのプロデューサーであるジョージ・マーティンを迎えて制作され、ジャケットのデザインはイギリスのデザイン集団ヒプノシスが手がけている。

## 概要
1980年1月のマッカートニーの逮捕後、マッカートニー率いるウイングスは活動が停滞し、メンバーのソロ活動も開始していた。しかし、同年8月頃にはデニー・レインと再会し、本作等のデモ・レコーディングが行われた。また、10月には当時のウイングスのメンバーがスタジオに揃い、8月にレコーディングしたデモ音源を基にしたリハーサルセッションも行われ、本作がウイングスのアルバムとして発売される可能性もあったとのこと。
そんな中、マッカートニーは1980年の秋頃、音楽プロデューサーのジョージ・マーティンにプロデュースを依頼する。これは、マッカートニーが次のアルバムをソロ、若しくはウイングスとして出すか迷った結果のことである。その後、10月の末頃にマッカートニーのソロ名義のシングル「ウィ・オール・スタンド・トゥゲザー」のレコーディングがマーティンのプロデュースによって行われた。
その後、同年12月初旬頃よりマーティンが所有するロンドンのAIRスタジオにてレコーディングを開始。「ボールルーム・ダンシング」、「キープ・アンダー・カヴァー」等は12月初旬に最初のレコーディングが行われている。ところが同年12月8日、ビートルズ時代の盟友であるジョン・レノンがニューヨークで銃撃されるという事件が発生。レノンの死を告げられたマッカートニーは平静を保つためスタジオに籠り、レインと共に「レインクラウズ」のレコーディングに取り掛かった。しかし、マッカートニーのショックは大きなもので、マッカートニーは数カ月の間自宅に引きこもることとなる。
その後、1981年の2月1日から3月4日にかけて、マッカートニーはカリブ海のモントセラト島で過ごすことになる。そして、モントセラト島に存在するマーティンが所有していたAIRスタジオに場所を移しレコーディングを再開した。
この場所でのレコーディングには、レインも同行したほか、スティーヴ・ガッドやスタンリー・クラーク、リンゴ・スターやカール・パーキンス、スティーヴィー・ワンダーら豪華メンバーが参加している。
マッカートニーはレインと言い争いになり、レインは途中でモントセラト島を後にする。そして、ロンドンのスタジオに戻りレコーディングを続行。その最中であった4月27日にレインが脱退を表明し、ウイングスは正式に解散となった。そこで更に時間をかけてレコーディングを行うことが決定し、結果的に多くの楽曲が録音され、2枚組に相当するほどの楽曲が完成した。因みに、アルバムに未収録だった曲の一部は次のアルバム『パイプス・オブ・ピース』に収録された。

## 楽曲
このアルバムで最も有名な楽曲はアルバムの最後を飾るスティーヴィー・ワンダーとのデュエット曲「エボニー・アンド・アイボリー」である。マーティンのスタジオがあったモントセラト島で書かれたこの曲は、双方にとって大ヒットした作品のひとつとなった。日本でもおよそ10万枚を売り上げている。作曲者としてワンダーの名はクレジットはされていないが、作曲も共同作業で行われたという。ちなみに、ワンダーにとってこのシングルが初のイギリスでの首位獲得曲となったことについて、マッカートニーは「この曲のレコーディングには随分時間をかけたが、それだけやっておいてよかった」と発言している。このアルバムには、彼らが制作したもうひとつの共作「ホワッツ・ザット・ユアー・ドゥイン」も収録された。また、「ゲット・イット」では、マッカートニーは彼の少年時代のアイドル的存在のひとりだったカール・パーキンスとデュエットしている。
このアルバムからの2曲目の全米トップ10ヒットとなった「テイク・イット・アウェイ」は、元々リンゴ・スターの1981年のアルバム『バラの香りを』のために書かれたものだったが、ポールは自分で歌ったほうが適していると考えて自らレコーディングした。リンゴはスティーヴ・ガッドとツインでドラムを叩いている。
「過ぎ去りし日々」でジョージ・ハリスンがレノンを偲んだように、ポールも彼への追悼歌「ヒア・トゥデイ」を作曲した。ポールはジョージに自分の曲にも参加してほしいと考え、「ワンダーラスト」のギターソロを弾いてもらおうと考えていたが、実現はしなかった。「放浪癖」を意味するこの曲のタイトルは、彼がウイングス時代のアルバム『ロンドン・タウン』のレコーディングでヴァージン諸島に滞在していた際に、宿泊していたヨットの名前からきている。

## 収録曲
1. タッグ・オブ・ウォー  - Tug of War
2. テイク・イット・アウェイ - Take It Away
3. サムバディ・フー・ケアーズ - Somebody Who Cares
4. ホワッツ・ザット・ユアー・ドゥイン - What's That You're Doing? （＆スティービーワンダー）
5. ヒア・トゥデイ - Here Today
6. ボールルーム・ダンシング - Ballroom Dancing
7. ザ・パウンド・イズ・シンキング - The Pound is Sinking
8. ワンダーラスト - Wanderlust
9. ゲット・イット - Get It（カールパーキンスとデュエット）
10. ビー・ホワット・ユー・シー -  Be What You See
11. ドレス・ミー・アップ・アス・ア・ラバー - Dress Me Up as a Robber
12. エボニー・アンド・アイボリー - Ebony and Ivory（スティービーワンダーとデュエット）
13. Ebony and Ivory(Solo version)

※13は2007年、iTunes Store販売版のボーナス･トラック。（12”収録バージョン）

## クレジット
- ポール・マッカートニー - リード・ボーカル、バッキング・ボーカル、ベース、アコースティック・ギター、エレクトリック・ギター、スパニッシュ・ギター、ピアノ、シンセサイザー、ドラムス、パーカッション、ボコーダー
- リンダ・マッカートニー - バッキング・ボーカル、ピアノ
- デニー・レイン - エレクトリック・ギター、アコースティック・ギター、ベース、シンセサイザー
- エリック・スチュワート - バッキング・ボーカル、エレクトリック・ギター
- ジョージ・マーティン - プロデューサー、エレクトリック・ピアノ
- リンゴ・スター - ドラムス
- スティーヴ・ガッド - ドラムス、パーカッション
- エイドリアン・シェパード - ドラムス、パーカッション
- スタンリー・クラーク - ベース
- クリス・スペディング - ギター
- キャンベル・マロニー - ミリタリー・スネア
- ケネス・シリート - オーケストラ・リード、バイオリン
- キース・ハーヴェイ、デニス・ヴィゲイ、アレクサンダー・コック - チェロ
- ジョン・アンダーウッド、ジョージ・ターンランド、ケン・エセックス - ヴィオラ
- パトリック・ハリング、ローリー・ルイス、アラン・ジョン・ピーターズ、ガリナ・ソロドチン、マイケル・レニー、デビッド・オグデン - バイオリン
- ニコラス・リーダー - バスーン
- ジェフ・ブライアント、ジョン・ピグネギー - フレンチホルン
- フィリップ・ジョーンズ・ブラス・アンサンブル - ブラス・インストゥルメンツ
- ポール・アーチボルド、ジェームス・ワトソン - トランペット
- レイモンド・プレム - バストロンボーン
- アンディ・マッケイ - リリコン
- スティーヴィー・ワンダー - ボーカル、バッキング・ボーカル、エレクトリック・ピアノ、シンセサイザー、ドラムス、パーカッション
- カール・パーキンス - ボーカル、ギター
- ワンダーラブ - バッキング・ボーカル
- 演奏者不明 - ブラス

## チャート

### アルバム
| 国名                         | チャート   | チャート | チャート | セールス |
|                              | 最高順位   | 登場週数 | 認定     |          |
| ---------------------------- | ---------- | -------- | -------- | -------- |
| アメリカ合衆国（ビルボード） | 1(3週連続) | 29       | Platinum |          |
| 英国                         | 1(2週連続) | 27       | Gold     |          |
| 日本（オリコン）             | 1          | 18       |          | 177,000  |
| スウェーデン                 | 1          | 10       |          |          |
| オーストリア                 | 2          | 24       |          |          |

### シングル
| 年   | 曲名                         | 国名         | チャート               | 最高順位 | 登場週数 |
| ---- | ---------------------------- | ------------ | ---------------------- | -------- | -------- |
| 1982 | エボニー・アンド・アイボリー | 北米         | ビルボード/Hot100      | 1        | 19       |
| 1982 | エボニー・アンド・アイボリー | イギリス     | ミュージック・ウィーク | 1        | 10       |
| 1982 | エボニー・アンド・アイボリー | スウェーデン |                        | 2        | 9        |
| 1982 | エボニー・アンド・アイボリー | スイス       |                        | 2        | 16       |
| 1982 | エボニー・アンド・アイボリー | 日本         | オリコン               | 26       | 17       |
| 1982 | テイク・イット・アウェイ     | 北米         | ビルボード/Hot100      | 10       | 16       |
| 1982 | テイク・イット・アウェイ     | イギリス     | ミュージック・ウィーク | 15       | 10       |
| 1982 | タッグ・オブ・ウォー         | イギリス     | ミュージック・ウィーク | 53       | 3        |
| 1982 | タッグ・オブ・ウォー         | 北米         | ビルボード/Hot100      | 53       | 8        |